# Willemkolff
(11427) Willemkolff is een planetoïde die op 24 september 1960 ontdekt werd door C. J. van Houten, I. van Houten-Groeneveld en T. Gehrels. De planetoïde kreeg de tijdelijke naam (11427) 2611 P-L. Op 28 september 2007 werd de planetoïde vernoemd naar Willem Kolff, een Nederlands-Amerikaanse arts die bekend werd door zijn werk aan nierdialyse en kunstmatige organen. 
De planetoïde heeft een doorsnede van circa 12 kilometer en draait tussen de planeten Mars en Jupiter, op een gemiddelde afstand van 474 miljoen kilometer om de zon. Planetoïde (11427) Willemkolff doet 5,61 jaar over een volledige omloop.